# Raimondo Moncada
Raimondo Moncada (San Pier Niceto, 7 mei 1736 – Patti, 18 september 1813) was een edelman en bisschop van Patti in het koninkrijk Sicilië dat bestuurd werd door het huis Bourbon.

## Levensloop
Hij werd geboren als telg van de adellijke familie Moncada, meer bepaald van de tak Monforte. Zijn ouders waren Giovanni Antonio Moncada, 5e prins van Monforte en 5e graaf van San Pietro, en Domenica Oneto uit het prinselijk huis San Lorenzo. Zowel hijzelf als zijn vader en twee broers Emanuele en Carmelo mochten de titel dragen van ‘Grande’ van Spanje. Dit duidt op de Spaanse wortels van hun adellijk huis op Sicilië.
Hij trad in Messina toe tot de priesterorde der theatijnen, afgekort als C.R., waar hij in 1760 tot priester werd gewijd. Hij hield zich later bezig met de Compagnia dei Bianchi, dat een religieus broederschap was voor leken en verschillende afdelingen kende in de koninkrijken Napels en Sicilië.
In 1782 benoemde paus Pius VI hem tot bisschop van Patti. Moncada bleef meer dan dertig jaar op de bisschopstroon, tot zijn overlijden in 1813.